# Lycium dasystemum
Lycium dasystemum là loài thực vật có hoa trong họ Cà. Loài này được Pojark. mô tả khoa học đầu tiên năm 1950.